# Goldene Europa
De Goldene Europa was de oudste Duitse televisieprijs. Het werd jaarlijks van 1968 tot 2003 uitgereikt door de Saarländischer Rundfunk (SR). Alleen in de jaren 1989 en 2001 waren er geen onderscheidingen. Sinds 1981 wordt het gala ook als opname op televisie uitgezonden. Op enkele uitzonderingen na werd de prijs altijd in Saarbrücken uitgereikt.
Het oorspronkelijke beeld Goldene Europa uit 1968 is het werk van de beeldhouwer Herbert Strässer.
De prijs, die teruggaat op een persoonlijk idee van regisseur Franz Mai, is oorspronkelijk in het leven geroepen met als doel om Duitse artiesten en producenten met hun muziek te ondersteunen tegen concurrentie uit de Verenigde Staten en het Verenigd Koninkrijk. Daarom werden in de beginjaren alleen Duitstalige hits en hun vertolkers onderscheiden. Presentator Dieter Thomas Heck heeft een belangrijke bijdrage geleverd aan de oprichting van de televisieprijs. Toen in 1979 de directie van Saarland Radio besloot om ook buitenlandse artiesten de Goldene Europa toe te kennen, keerde Heck het project de rug toe en lanceerde de Goldene Stimmgabel. In latere jaren werd de Goldene Europa ook uitgereikt op andere gebieden zoals komedie, entertainment, politiek, sport en drama.

## Prijswinnaars van de Goldene Europa
- 2003 vanuit Bremen als onderdeel van het Festivals des deutschen Schlagers
  - Paul Kuhn voor zijn levenswerk
  - Puhdys voor succesvolle decennia in Duitsland
  - Otto Waalkes voor 20 jaar komedie-successen

- 2002
  - Jeanette Biedermann kreeg de speciale prijs van SR 1 Europawelle
  - BroSis als nieuwkomer (nationaal)
  - Sarah Connor als artieste van het jaar (nationaal)
  - De videoproducenten van DoRo ontvingen een speciale prijs
  - Josh Groban als ontdekking van het jaar
  - Patricia Kaas als artieste van het jaar (internationaal)
  - Michael Kunze voor de musical Elisabeth
  - Reinhard Mey voor zijn levenswerk
  - Nicole voor 20 jaar succes
  - Uwe Seeler als vertegenwoordiger van het Duitse voetbalelftal
  - Shakira als opkomende ster van het jaar
  - Jutta Speidel
  - Fritz Wepper

In 2001 werd de Goldene Europa niet uitgereikt. Volgens de SR-directie rechtvaardigde de forse daling van de kijkcijfers voor de show van het voorgaande jaar de hoge productiekosten niet.
- 2000
  - a-ha voor de comeback van het jaar
  - Anastacia als artieste van het jaar
  - ATC als nieuwkomer van het jaar
  - Ayman kreeg de speciale prijs van SR 1 Europawelle
  - Franz Beckenbauer voor zijn inspanningen voor de wereldkampioenschap voetbal 2006
  - Iris Berben ontving de speciale prijs van het tijdschrift Gala
  - Andrea Bocelli op het gebied van klassiek
  - DJ Ötzi als Chartbreaker van het jaar
  - Echt als groep van het jaar
  - Bryan Ferry voor zijn levenswerk (internationaal)
  - Hans Klok als entertainer van het jaar
  - Udo Lindenberg voor zijn levenswerk (nationaal)
  - Frank Nimsgern als beste getalenteerde artiest

- 1999
  - Lou Bega
  - Joe Cocker voor zijn levenswerk
  - Helmut Lotti op het gebied van klassiek
  - Geri Halliwell
  - Rüdiger Hoffmann op het gebied van komedie
  - Oli.P
  - Drew Sarich uit de musical De klokkenluider van de Notre Dame
  - Sasha
  - Simply Red als groep van het jaar
  - Günter Wewel
  - Erik Zabel

- 1998
  - 4 the Cause
  - Bell, Book & Candle kreeg een speciale onderscheiding
  - Boyzone
  - Dieter Thomas Heck
  - Udo Jürgens voor zijn levenswerk (nationaal)
  - James Last
  - Peter Maffay voor zijn album Begegnungen
  - Michael Mittermeier op het gebied van komedie
  - Mike Oldfield voor zijn levenswerk (internationaal)
  - Modern Talking

- 1997
  - Bee Gees
  - Bellini
  - Gerd Dudenhöffer
  - Klaus Hoffmann
  - The Kelly Family
  - Vanessa-Mae
  - No Mercy
  - Bernhard Paul
  - André Rieu
  - Rolf Zuckowski

- 1996 vanuit Innsbruck
  - Bryan Adams
  - BAP
  - Shirley Bassey
  - DJ BoBo
  - Flic Flac
  - Fool's Garden
  - De musical Les Misérables
  - Die Schürzenjäger
  - Die Sendung mit der Maus
  - Spice Girls
  - S.T.S.

- 1995 vanuit Bozen
  - Andrea Bocelli
  - Chris de Burgh
  - Luca Carboni
  - Edwyn Collins
  - The Connells
  - Die Doofen
  - The Kelly Family
  - La Bouche
  - Miss Saigon
  - Pur
  - Scatman John
  - Zucchero

- 1994 vanuit Boedapest
  - All-4-One
  - Montserrat Caballé
  - Erasure
  - Thomas Gottschalk
  - Gyula Horn
  - Joshua Kadison
  - Lucilectric
  - Reinhard Mey
  - Sinéad O’Connor
  - Cliff Richard
  - 2 Unlimited

- 1993
  - Dieter Bohlen
  - Bonnie Tyler
  - Justus Frantz
  - Haddaway
  - Maurice Jarre
  - Anna Maria Kaufmann
  - Leslie Mandoki (lid van Dschinghis Khan) en zijn Rock-Giganten
  - Al Martino
  - Die Prinzen
  - Harald Schmidt

- 1992
  - Michael Cretu
  - Sandra
  - Genesis
  - Hans-Dietrich Genscher
  - Gipsy Kings
  - Barbara Hendricks
  - Jean Michel Jarre
  - Nigel Kennedy
  - Johnny Logan
  - Scorpions
  - Peter Ustinov
  - Peter Weck
  - Eric Woolfson

- 1991
  - Edoardo Bennato
  - Erste Allgemeine Verunsicherung
  - Hape Kerkeling
  - Marx Rootschilt Tillermann als de beste getalenteerde artiest
  - Orchestral Manoeuvres in the Dark
  - Rod Stewart
  - UB40
  - Caterina Valente
  - Stefan Waggershausen
  - Viktor Lazlo

- 1990
  - Cora
  - David Hasselhoff
  - Harald Juhnke
  - Patricia Kaas
  - Harald Kloser & United
  - Udo Lindenberg
  - Giorgio Moroder
  - Gianna Nannini
  - Roxette
  - Tina Turner

- 1989

In 1989 werd de Goldene Europa niet uitgereikt. Reden hiervoor was het verplaatsen van het evenement. Tot 1988 vond de Goldene Europa plaats in het najaar, vanaf 1990 in het voorjaar. Omdat de tijd tussen de laatste najaarsshow in 1989 en de eerste voorjaarsshow in 1990 erg kort was, werd de show een keer afgelast.
- 1988
  - a-ha
  - France Gall
  - Peter Maffay
  - Guesch Patti
  - Pur
  - Chris Rea
  - Umberto Tozzi
  - Vienna Symphonic Orchestra Project

- 1987
  - Alice
  - Howard Carpendale
  - Julien Clerc
  - Hob Goblin
  - Ute Lemper
  - Mary & Gordy
  - Mike Oldfield

- 1986
  - Falco
  - Joachim Fuchsberger
  - Karat
  - Peter Maffay
  - Münchener Freiheit
  - Chris Norman
  - Sandra
  - Jeff Thomas, ex-zanger bij Duran Duran
  - Working Week

- 1985
  - Benny Andersson, Björn Ulvaeus en Tim Rice voor hun Musical Chess
  - Karlheinz Böhm
  - Harold Faltermeyer
  - Headline
  - Udo Jürgens
  - Klaus Lage
  - Modern Talking
  - Alison Moyet
  - Opus
  - Hans Rosenthal
  - Jennifer Rush
  - Purple Schulz
  - Scorpions

- 1984
  - Alphaville
  - Howard Carpendale
  - Elke Heidenreich
  - Peter Maffay
  - Ulla Meinecke
  - Nena
  - Isabel Varell
  - Peter Weck
  - Jack White

- 1983
  - Alfred Biolek
  - Culture Club
  - Geier Sturzflug
  - Peter Hofmann
  - Udo Jürgens
  - Mireille Mathieu
  - Nicki
  - Friedrich Nowottny
  - Sydne Rome
  - Peter Schilling
  - Taco
  - Bonnie Tyler

- 1982
  - Al Bano & Romina Power
  - Rudi Carrell
  - Falco
  - Ideal
  - Roland Kaiser
  - Peter Maffay
  - Nicole
  - Shakin’ Stevens
  - Spider Murphy Gang
  - Trio
  - Joachim Witt

- 1981
  - Boney M.
  - Tony Christie
  - Dalida als artieste van het jaar
  - Katja Ebstein
  - Udo Jürgens als de meest gedraaide Duitstalige artiest
  - Robert Palmer
  - Helen Schneider
  - Caterina Valente
  - Stefan Waggershausen

- 1980
  - Peter Alexander
  - Angelo Branduardi
  - The Buggles
  - Dschinghis Khan
  - Peter Maffay
  - Sally Oldfield
  - Thom Pace

- 1979
  - Adamo
  - Stig Anderson
  - Jean Marc Cerrone
  - Jürgen Drews
  - Frank Farian
  - Jean-Philippe Iliesco
  - Manfred Krug
  - Bruce Low
  - Mireille Mathieu
  - Vader Abraham

- 1978
  - Gilbert Bécaud
  - Howard Carpendale
  - Jürgen Drews
  - Udo Jürgens
  - Udo Lindenberg
  - Nana Mouskouri
  - Bonnie Tyler

- 1977
  - Leonard Bernstein
  - Boney M.
  - Frank Farian
  - Heino
  - Udo Jürgens
  - Ricky King

- 1976
  - Cindy & Bert
  - Udo Jürgens met het nummer Ein ehrenwertes Haus als beste lied van het jaar
  - Michael Kunze
  - Mireille Mathieu
  - Ingrid Peters

- 1975
  - Cindy & Bert
  - Costa Cordalis
  - Gitte
  - Michael Holm
  - Heidi Kabel
  - Chris Roberts
  - Die Rentnerband
  - Margot Werner
  - Frank Zander

- 1974
  - Peter Alexander
  - Cindy & Bert
  - Bernd Clüver
  - Gunter Gabriel
  - Elfi Graf
  - Hana Hegerová
  - Heino
  - Mireille Mathieu
  - Nina & Mike

- 1973
  - Christian Anders
  - Cindy & Bert
  - Bernd Clüver als de beste getalenteerde artiest
  - Heino
  - Joana
  - Knut Kiesewetter
  - James Krüss voor de beste songteksten voor kinderliedjes
  - Vicky Leandros
  - Loriot voor zijn figuur Wum
  - Love Generation
  - Jürgen Marcus
  - Reinhard Mey
  - Monica Morell

- 1972
  - Can
  - Heino
  - Inga & Wolf
  - Freddy Quinn
  - Tony Marshall
  - Juliane Werding
  - Wolfgang

- 1971
  - Roy Black
  - Daniela
  - Les Humphries Singers
  - Peter Maffay
  - Martin Mann
  - Reinhard Mey
  - Chris Roberts

- 1970
  - Roy Black
  - Cindy & Bert
  - Michael Holm
  - Peter Maffay
  - Chris Roberts
  - Marianne Rosenberg

- 1969 vanuit Wiesbaden als onderdeel van het lokale filmbal
  - Peter Alexander
  - Christian Anders
  - Katja Ebstein
  - Heintje
  - James Last
  - Petra Pascal
  - Reiner Schöne

- 1968 vanuit Wiesbaden als onderdeel van het lokale filmbal
  - Alexandra
  - Roy Black
  - Rex Gildo
  - Udo Jürgens
  - Vicky Leandros